# Tuga
 Ovo je glavno značenje pojma Tuga. Za jednu od sedmero mitskih vođa hrvatskih plemena. pogledajte Tuga (vođa Hrvata).
Tuga je raspoloženje okarakterizirano osjećajima gubitka i suprotno je radosti. Tužne osobe mogu postati tihe ili povučene.
Dok je strah usmjeren ka budućnosti, tuga je usmjerena prema prošlosti.
Većina osoba plače kad su tužni, povuku se, postanu tihi i manje aktivni, povezana je s depresijom, kajanjem, grižnjom savjesti. Ljudi se povlače u sebe, procjenjuju sebe u odnosu na ono što se dogodilo, pomiruju se s događajem koji je tugu izazvao.
Tuga je suprotna sreći, a slična je osjećajima melankolije, jada, žaljenja.
Kod tuge prouzročene smrću bliske osobe, ona bude popraćena nekim društvenim ritualima kako bi se olakšalo žalovanje, ali ako tuga postane dugotrajna, postaje patološka (depresija).